# Phytodietus tigris
Phytodietus tigris là một loài tò vò trong họ Ichneumonidae.